# ドリフトマーク (ハウス・オブ・ザ・ドラゴン)
『ドリフトマーク』（Driftmark）はHBOのファンタジー・テレビドラマ・シリーズである『ハウス・オブ・ザ・ドラゴン』のシーズン1の第7話である。Kevin Lauが脚本を書き、ミゲル・サポチニクが監督した。日本ではU-NEXTが配信した。

## あらすじ

### ドリフトマーク
レーナ・ヴェラリオンの葬儀のため、王族を含む人々がヴェラリオン家の本拠ドリフトマーク島に集まり、その中には亡きライオネル・ストロングの後を継ぎ〈王の手〉に返り咲いた王妃の父オットー・ハイタワーもいる。
レイニラ王女の夫のレーナ―は、妹の死を嘆き悲しむ。コアリーズ・ヴェラリオンはレイニラの子たちがレーナ―の子であるとの体面を保つため、その長男のジャセアリーズがレイニラの後を継いで王の世継ぎとなった際には、次男のルケアリーズをドリフトマークの跡継ぎにしようとする。だが妻のレイニス王女は、別の男の種であろうレイニラの子たちではなく、確実に実の孫でありレーナの遺した長女ベイラに継がせたいと願う。
レイニラは叔父デイモン王子に再会し、捨てられた後にずっと孤独を感じていたと告白する。夜、二人は浜辺で愛を交わす。いまだドラゴンのいない、アリセント王妃の次男エイモンドは、レーナの遺した存命最大のドラゴンである"ヴァーガー"に無謀にも近づき、絆を結ぶ。これを気に入らないレーナの娘たち、そしてルケアリーズと喧嘩になり、ルケアリーズらレイニラの子供たちをハーウィン・ストロングの"落とし子"と呼ぶ。激怒したルケアリーズはエイモンドの片目に傷を負わせ、失明する羽目となる。
ヴィセーリス王は子供たちら家族を集めて事情を聞く。王の世継ぎの子であるルケアリーズを"落とし子"と呼ぶことは反逆罪であるとレイニラは告発する。アリセント王妃は、息子の目の代償としてルケアリーズの片目を潰すことを求め、護衛であるクリストン・コールに命令するも応えられない。アリセントは短剣でレイニラを襲い、負傷させる。王はこれ以上の争いを禁じる。オットーは娘の闘争心をほめる。アリセントは、父を〈王の手〉に戻してくれたラリス・ストロングに感謝する。
レイニラは、純粋なターガリエン家の血筋を結び付け自分の立場を固めようと、叔父デイモンに結婚を求める。デイモンはレーナ―の恋人のサー・クァールを買収してレーナ―の暗殺を偽装させ、サー・クァールとレーナ―は二人でドリフトマークから去る。コアリーズとレイニスは我が子の死を信じて嘆く。レイニラとデイモンは結婚する。

## 評判

### 視聴者数
HBOでは1.88百万人がリアルタイムで視聴した。